# 森田繁
森田 繁（もりた しげる、1959年 - ）は日本の脚本家、設定考証・特殊設定担当者。スタジオぬえ所属。東京都練馬区出身。早稲田大学法学部卒業。

## 来歴
元々SFファンで、『宇宙戦艦ヤマト』に影響を受け、慶応義塾高校時代より同窓の河森正治・美樹本晴彦らとスタジオぬえ関連のファンダム「SFセントラルアート」に通い始める。大学4先生の頃、ぬえが手がけたムック本『ガンダムセンチュリー』の編集に参加し、そのままぬえに入社した。『超時空要塞マクロス』では前身企画『メガロード』の立ち上げから、アイデア出しのミーティングに参加していた。
ガンダムシリーズをはじめとするSFアニメにおいて、登場するメカニック、世界観、その他科学的概念の設定を、現実の知見を取り入れて考証しつつ形作るのがおもな仕事である。メカニックの知識が豊富なことから、脚本家としての仕事もメカニック描写の多いエピソードを任されるという。
ガンダム関連の書籍、ムックの解説文や、マスターグレード、ハイグレード・ユニバーサルセンチュリー、ガンダムSEEDシリーズといった、ガンプラに同梱されている解説書（うんちく文）も執筆している。
ガンダムSEEDとそれ以降に携わったアニメ作品で設定考証として参加した場合は「特殊設定」としてクレジットされている。この肩書きは、本人によれば考証をするよりも独自に設定を作る事が多かったためにガンダムSEEDへの参加時に変更をしてもらった事に由来している。
妻は元スタジオぬえ所属の漫画家、瑞原芽理（みずはら めり）で高千穂遥のSF小説『ダーティペア』に登場するケイのモデル。

## 参加作品

### テレビアニメ
- 超時空要塞マクロス （1982年-1983年、制作）
- ∀ガンダム （1999年-2000年、設定考証）
- 機動天使エンジェリックレイヤー （2001年、設定協力）
- 機動戦士ガンダムSEED （2002年-2003年、脚本・特殊設定）
  - 機動戦士ガンダムSEED DESTINY （2004年-2005年、脚本・特殊設定）
- BLOOD+ （2005年-2006年、脚本）
- コードギアス 反逆のルルーシュ（2007年、特殊設定）
  - コードギアス 反逆のルルーシュR2 （2008年、特殊設定）
- アイドルマスター XENOGLOSSIA （2007年、脚本・特殊設定）
- 地球へ… （2007年、脚本）
- 鉄のラインバレル （2008年、脚本・特殊設定）
- ドラゴノーツ -ザ・レゾナンス- （2008年、脚本・ストーリーコンセプト）　17話-
- 宇宙をかける少女 （2009年、脚本・特殊設定）
- バスカッシュ! （2009年、脚本）
- 聖痕のクェイサー（2010年、脚本）
  - 聖痕のクェイサーII（2011年、脚本）
- これはゾンビですか?（2011年、脚本）
  - これはゾンビですか? オブ・ザ・デッド（2012年、脚本）
- 戦国乙女〜桃色パラドックス〜（2011年、脚本）
- 宇宙兄弟 （2012年、脚本）
- 宇宙戦艦ヤマト2199 （2012年、脚本）
- いつか天魔の黒ウサギ（2011年、シリーズ構成・脚本）
- 輪廻のラグランジェ（2012年、構成協力・脚本）
- LUPIN the Third -峰不二子という女- （2012年、設定協力）
  - ルパン三世 princess of the breeze 〜隠された空中都市〜（2013年、脚本）
- ビビッドレッド・オペレーション （2013年、脚本）
- 蒼き鋼のアルペジオ -アルス・ノヴァ-（2013年、SF考証・脚本）
- ノブナガ・ザ・フール（2014年、脚本）
- 東京レイヴンズ（2014年、脚本）
- 白銀の意思 アルジェヴォルン（2014年、設定考証・脚本）
- 紅殻のパンドラ（2016年、脚本）
- クロムクロ（2016年、脚本）
- アトム ザ・ビギニング（2017年、脚本）
- セントールの悩み（2017年、脚本）
- ファンタシースターオンライン2 エピソード・オラクル（2019年、脚本）[5]
- D_CIDE TRAUMEREI THE ANIMATION（2021年、脚本）
- 未ル わたしのみらい（2025年、ストーリー・脚本）[6][7]

### OVA
- 機動戦士ガンダムSEED C.E.73 STARGAZER （2006年、脚本・特殊設定）
- 輪廻のラグランジェ 鴨川デイズ（2012年、脚本）
- 7SEEDS（2019年、脚本）
- 巨蟲列島（2019年、脚本）

### 劇場アニメ
- コードギアス 亡国のアキト（2012年、構成協力）
- 巨蟲列島（2020年、脚本）

### ドラマCD
- マクロスF ドラマCD「娘ドラ◎」
  1. 第3話脚本
  2. 第1話脚本
  3. 第3話脚本
  4. 第2話脚本

### ムック
- ガンダムセンチュリー （1981年、制作進行デスク）